# Grete Wirsing
Margarete „Grete“ Wirsing (* 28. August 1921 in München; † 16. Juni 2009 ebenda) war eine deutsche Architektin und Gartengestalterin.

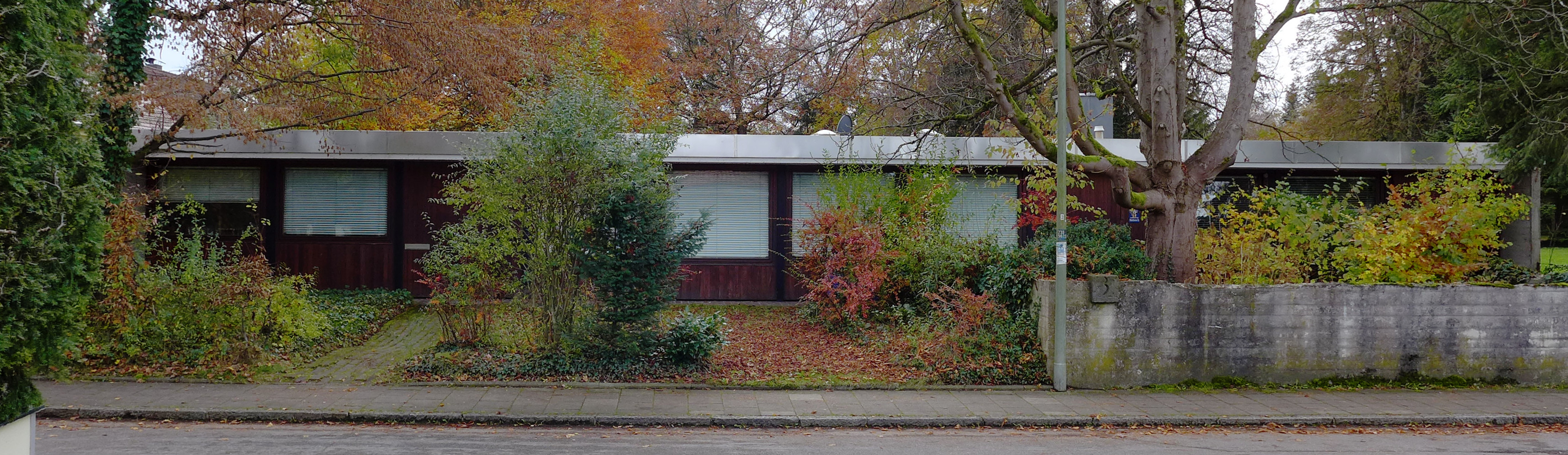
Haus Wirsing, München-Forstenried

## Werdegang
Grete Wirsing (geb. Ferber) studierte zwischen 1940 und 1943 Architektur an der Technischen Hochschule München und diplomierte dort bei Roderich Fick. Sie war Mitglied der Deutschen Studentenschaft. Zwischen 1942 und 1944 arbeitete sie bei Alwin Seifert und war im gleichen Zeitraum Hilfsassistentin bei Alwin Seifert am Lehrstuhl für Gartengestaltung und Landwirtschaftlichen Bauwesen der TH München. Zwischen 1945 und 1947 arbeitete sie beim Spezialkommissär für Instandsetzung und Wiederaufbau der TH München unter Leitung von Robert Vorhoelzer und leitete gegen Ende ihrer Zeit das Baubüro. Ab 1948 arbeitete sie mit ihrem späteren Ehemann Werner Wirsing (Heirat: 1949) zusammen, zwischen 1949 und 1954 leitete sie mit Werner Wirsing das Baubüro des Bayerischen Jugendsozialwerks und 1955 folgte das gemeinsame Architekturbüro in München. Sie war begabt in Malerei und Zeichnung.
Ihr Nachlass liegt seit 2023 im Architekturmuseum der TU München.
Grete und Werner Wirsing haben zwei Kinder, Tochter Sabine, die Grafikdesignerin ist und u. a. an der Hochschule München lehrte, und Sohn Christoph.

## Bauten

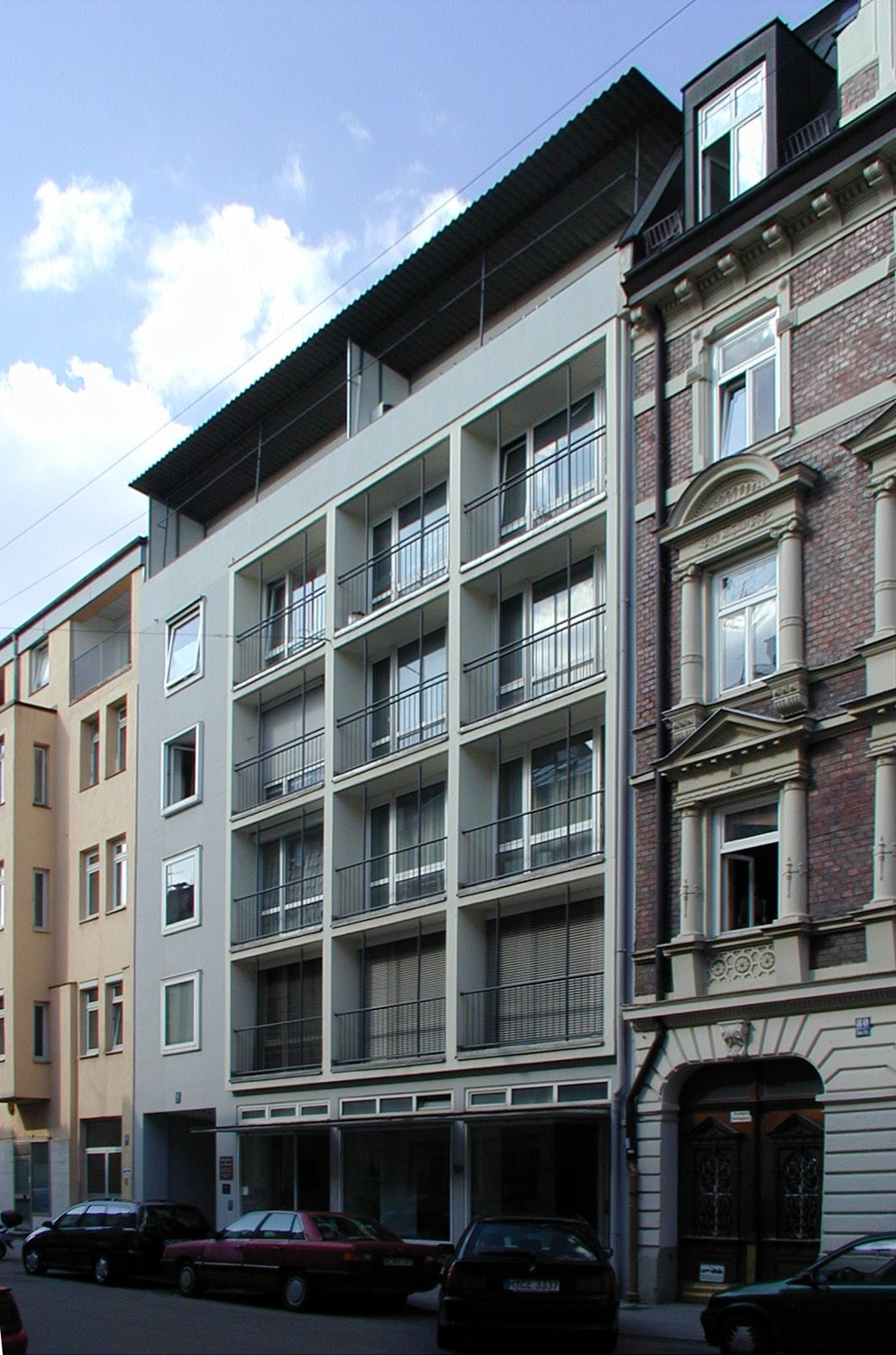
Mehrfamilienhaus Heßstraße 82, München-Maxvorstadt

als Mitarbeiterin bei Alwin Seifert:
- Grünanlagen mit kleineren Hochbauten der Führersiedlung, Linz

als Mitarbeiterin und Leiterin am Spezialkommissär für Instandsetzung und Wiederaufbau der TH München unter Leitung von Robert Vorhoelzer:
- Mensa der Studentenschaft der TH München

als Leiterin des Baubüros des Bayerischen Jugendsozialwerk:
- 1948–1951: Wohnheimsiedlung Maßmannplatz, München-Maxvorstadt mit Werner Wirsing
- 1950–1951: Westliche Erweiterung der Wohnheimsiedlung Maßmannplatz, München-Maxvorstadt mit Erik Braun, Wolfgang Fuchs, Herbert Groethuysen, Gordon Ludwig, Jakob Semmler und Werner Wirsing

mit Werner Wirsing:
- 1950–1951: Kindergarten, Lehrlingswohnheim und Jugendheim Don Bosco, Pegnitz mit Hans und Traudl Maurer
- 1952–1954: Mehrfamilienhaus Heßstraße 82, München-Maxvorstadt[3][6][7]
- 1956–1957: Haus Wirsing, München-Forstenried
- 1956–1958: Musische Bildungsstätte Akademie Remscheid[8]
- 1957–1959: Studentenwohnheim Geschwister Scholl Haus 1, München mit Jakob Semmler[9]
- 1958–1960: Ferienhaus R., Lenno am Comer See[10]
- um 1961: Eigene Ferienhütte „Kerschbaum“, Tirol
- 1960–1962: Haus und Atelier Gerg, Glonn-Haslach[11][12]
- 1960–1962: Haus Bialas, Glonn-Haslach[13][14]
- 1963–1964: Studentenwohnheim Geschwister Scholl Haus 2, München
- 1971: Ferienhaus Wirsing „Casa Alta“, Elba

## Ehrungen
Folgende Bauwerke sind Baudenkmäler und sind im Bayerischen Landesamt für Denkmalpflege eingetragen:
- Wohnheimsiedlung Maßmannplatz ist Baudenkmal von Maxvorstadt[15]
- Mehrfamilienhaus mit Läden ist Baudenkmal von Maxvorstadt[16]
- Haus Wirsing ist Baudenkmal von Forstenried[17]

## Filmografie
- 2021: Architekten und ihre Häuser: Werner Wirsing

## Bücher
- Erika und Ernst Brödner (Hg.): Technik in der Wohnung. H. Rinn Verlag, München 1955 mit Zeichnungen von Grete Wirsing